# ステップ・イントゥ・リキッド
ステップ・イントゥ・リキッド, Step into Liquid (2003年、デイナ・ブラウン監督)は、サーフィンのドキュメンタリー映画。デイナ・ブラウン（サーフィン映画監督ブルース・ブラウンの息子）の最初の映画プロジェクト。
プロ・アマを問わず、人の一生とサーフィンについて扱っている。当時現役のプロサーファー、ケリー・スレーターらが出演した。

## 出演
- ケリー・スレーター[2]
- レイアード・ハミルトン（英語版）[2]
- ピーター・メル（英語版）[2]

## 評価
映画評論サイトRotten Tomatoesでは、80件のレビューで81%の高評価を得ている。